# Henri II de Poděbrady
Henri II de Poděbrady (nommé également: Hinko ou Henri II le Jeune afin de le distinguer de son demi-frère aîné 
homonyme Henri Ier l'Aîné de Poděbrady ; allemand : Heinrich der Jüngere von Podiebrad ou Heinrich d. J. von Münsterberg ; tchèque : Hynek Poděbrady ou tchèque : Hynek z Minstrberka ; né à Prague le 18 mai 1452, – 1er juillet 1492, à Poděbrady) fut  prince d'Empire en 1462 et comte Glatz de 1462 à sa mort. De 1462 à 1471, il est titré duc de Münsterberg conjointement avec ses deux demi-frères aînés Victor et Henri  Ier l'Aîné. Il est également duc d'Opava conjointement avec ses frères de 1465 à 1472. Henri II le Jeune, exerce aussi la fonction de régent du royaume de Bohême et il est également connu comme littérateur.

## Biographie
Henri le Jeune de Poděbrady est le fils du roi Georges de Bohême et de sa seconde épouse Jeanne de Rožmitál. Il reçoit
une éducation humaniste et participe à des tournois de chevalerie. Son père Georges est roi élu de Bohême mais sa couronne n'est pas héréditaire. Georges persuade l'empereur Frédéric III du Saint-Empire en 1459 de nommer son fils aîné Victor prince d'Empire. En 1462, Frédéric nomme également Henri le Jeune et son demi-frère aîné Henri l'Aîné comme prince d'Empire. Préalablement, Georges avait promu ses trois fils comte de Glatz et leur avait inféodé le comté de Glatz et le duché de Münsterberg. En 1465 il leur inféode également le duché d'Opava, qu'il avait acquis l'année précédente. Le 5 juin 1469 le roi Georges de Bohême doit exclure ses fils de la succession royale au profit de Vladislas Jagellon, fils aîné de Casimir IV de Pologne et petit-fils d'Albert II du Saint-Empire.
En 1471, Henri le Jeune épouse Catherine, la fille de Guillaume II de Thuringe, prétendant au duché de Luxembourg. Son père meurt peu après. Bien que Henri se soit rangé politiquement et religieusement aux côtés de son père dans sa jeunesse il était revenu à la foi catholique. Le successeur élu du roi Georges Vladislas Jagellon s'était engagé à prendre sous sa protection les fils de Georges et à payer leurs créanciers. Les fils de Georges règnent initialement sur leurs possessions conjointement, mais en 1472, leur héritage est partagé. Henri le Jeune reçoit Poděbrady, Kostomlaty nad Labem et les possessions en Silésie. Du droit de sa mère il hérite également le château de  Lichnice, Melnik et Teplice.
Lors de la convention de Benešov en 1472, à laquelle participe sa mère, Henri est élu sur les recommandations de cette dernière « Administrateur Provincial ». Contrairement à sa mère il se range aux côtés du roi de Hongrie, Matthias Corvin, roi élu de Bohême contre son père par le parti catholique depuis 1469. La raison de son engagement semble être que le roi Vladislas ne remboursait ses dettes que trop lentement à son gré alors que Matthias Corvin faisait preuve de moins d'hésitation et de plus de générosité ! En 1475, Henri vend la seigneurie de Kolín, qu'il avait reçue de son frère ainé Victor, pour 20 000 ducats à Matthias Corvin, qui l'occupait avec ses armées hongroises. Henri nomme ensuite un partisan de Matthias Corvin, Racek Kocovský comme administrateur de Konopiště, Les partisans des deux rois élus se font face jusqu'en 1478 quand intervient une réconciliation entre Henri et Vladislas lors du traité de Brno. Henri prépare la reconnaissance de  Vladislas IV comme unique roi de Bohême et joue un rôle significatif dans la résolution de divers problèmes religieux et légaux en Bohême. En 1488 il choisit de soutenir les princes de Silésie qui se rebellent contre Matthias Corvin. Après l'écrasement de la rébellion il est contraint de céder ses possessions héréditaires de Poděbrady et Kostomlaty à Jean Corvin, le fils illégitime de Matthias Corvin, mais il conserve toutefois à titre viager ses domaines patrimoniaux.
Henri le Jeune meurt en 1492 au château de Poděbrady. Son corps est transféré à Kłodzko (allemand : Glatz) et inhumé dans le monastère franciscain fondé par son frère Henri l'Ainé. En 1558 avec huit autres membres de la famille de Poděbrady qui avaient été inhumés en ce lieu il est réinhumé dans l'église de Kłodzko. Son héritier principal est son demi-frère Henri Ier l'Ainé qui prend soin de sa veuve et de ses enfants.

### Activité littéraire
Henri est également un auteur littéraire actif. Dans ses travaux il traite de sujets contemporains, la reconversion au catholicisme, les conflits de propriété et ses engagements politiques. Ses poèmes eux traitent du bonheur, de la vertu, de la chevalerie et de la sagesse ; ils sont composés dans le style contemporain de la fin du Moyen Âge et de la Première Renaissance. Il traduit plusieurs romans et compose des divertissements en prose. Lors de ses voyages avec le roi Matthias Corvin, il rencontre de nombreux humanistes. C'est par lui que les œuvres de Giovanni Boccaccio sont connues en Bohême. Il les traduit de l'allemand en tchèque, et y ajoute même des commentaires de son cru.

## Union et postérité
De son mariage le 26 février 1471 avec Catherine « de Saxe », fille de Guillaume III de Saxe, Henri II le Jeune laisse une fille unique:
- Anne (née après octobre 1471 – 1545), qui épouse en 1493 après le 6 septembre; Henri von Hradecz  seigneur von Neuhaus

Avec sa maitresse Catherine Vojkova de Štitar et Straznice (tchèque : Kateřina Vojkova ze Štitar a S ze trážnice), il a plusieurs enfants dont Frédéric, à qui il lègue Kostomlátky.